# 眶额动脉

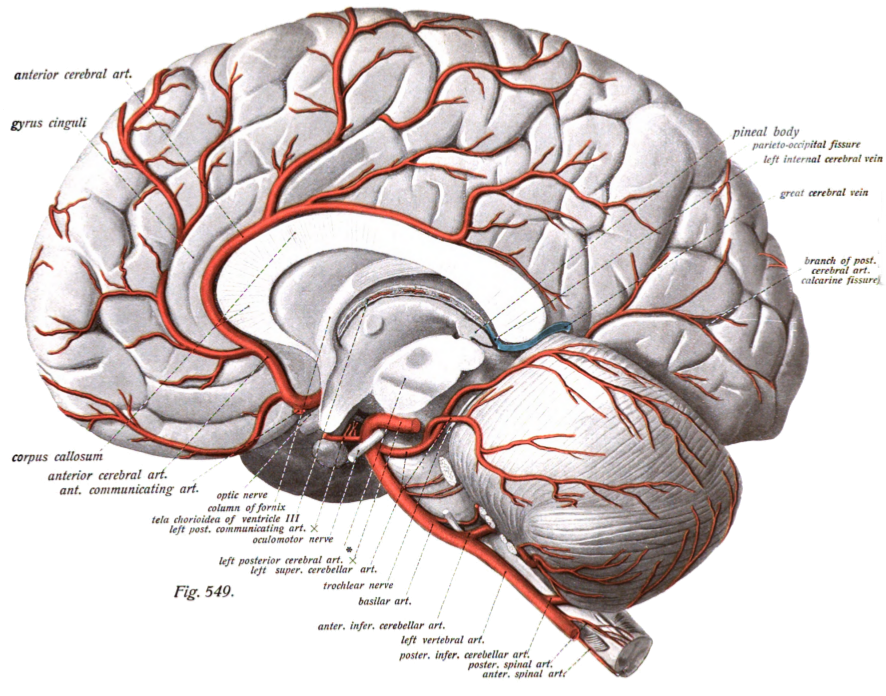
大脑前动脉及其分支

眶额动脉是大脑前动脉为大脑供血的分支之一。 解剖学上来说，眶额动脉是大脑前动脉A2段的第一个皮质分支，其血管大约起源于胼胝体下段，而其供应的大脑范围大致包括额叶的下表面和下内侧，包括直回。 